# Tomopteris briarea
Tomopteris briarea är en ringmaskart som beskrevs av Jean Louis Armand de Quatrefages de Bréau 1866. Tomopteris briarea ingår i släktet Tomopteris och familjen Tomopteridae. Inga underarter finns listade i Catalogue of Life.